# Asalto a la Plaza de los Tres Poderes de Brasilia de 2023
El asalto a la Plaza de los Tres Poderes de Brasilia se produjo el 8 de enero de 2023, cuando partidarios del expresidente Jair Bolsonaro —denominados por la prensa y autoridades como «terroristas» y «criminales»— irrumpieron en la sede del Congreso, como protesta por la victoria de Lula da Silva en las elecciones generales de 2022. Veneziano Vital do Rêgo, presidente en funciones del Senado Federal, confirmó que los manifestantes irrumpieron en el Salón Verde de la Cámara de Diputados e intentaron invadir el Palacio de Planalto.
El ataque ocurrió una semana después de la toma de posesión de Lula y siguió a varias semanas de disturbios de los partidarios de Bolsonaro. Las fuerzas de seguridad brasileñas tardaron más de cinco horas en despejar los tres edificios de los alborotadores, lo que ocurrió a las 21:00 BRT (UTC−03:00). El asalto a los edificios gubernamentales provocó una rápida condena de los gobiernos de todo el mundo.
En respuesta al ataque, a las 18:00 BRT, Lula anunció que había firmado un decreto que autorizaba un estado de emergencia federal en el Distrito Federal hasta finales de enero de 2023. El Congreso no estaba reunido en el momento de los ataques, pero ratificó rápidamente la declaración el 10 de enero.

## Antecedentes
Durante las elecciones generales de Brasil de 2022, donde postulaban Jair Bolsonaro y  Luiz Inácio Lula da Silva como principales candidatos presidenciales, se informaron varios incidentes por parte de adherentes de Bolsonaro, incluida la violencia política, utilizada como una forma de intimidar a los votantes. Después de que Lula fue declarado ganador en esas elecciones, cientos de partidarios de Bolsonaro bloquearon carreteras y acamparon frente a algunos cuarteles militares brasileños pidiendo un golpe de Estado para evitar que Lula asumiera el cargo de presidente el 1 de enero de 2023.
El día de noviembre de 2022, pero los simpatizantes de Bolsonaro comenzaron a concentrarse a las cercanías de las instalaciones de las Fuerzas Armadas brasileñas. Las principales manifestaciones se registraron en las ciudades de São Paulo, Río de Janeiro, Brasilia, Florianópolis, Recife y Salvador de Bahía. Algunos simpatizantes de Bolsonaro pidieron un golpe de Estado.El 19 de abril de 2023, más de cuatro meses después de los actos golpistas, CNN Brasil divulgó imágenes que hasta entonces estaban bajo secreto, de miembros del Gabinete de Seguridad Institucional y del propio ministro alentando a la toma del Palacio presidencial. Puesto en libertad, el ministro Marco Edson Gonçalves Dias renunció a su cargo hasta que concluyeran las investigaciones.
Tras la victoria electoral de Lula en las elecciones generales de 2022 se empezaron a reportar varios episodios de violencia en ciudades importantes de Brasil el 12 de diciembre. 
El 23 de diciembre un grupo seguidores de Bolsonaro se incendiaron varios vehículos después de que uno de los manifestantes fuera arrestado por incitar a la violencia para impedir la toma de posesión de Lula. Un seguidor de Bolsonaro declaró haber sido alentado por el expresidente para provocar un atentado en el aeropuerto de Brasil.
Desde diversos medios brasileños e internacionales se han señalado múltiples similitudes entre el intento de golpe de Estado en Brasilia y el asalto al Capitolio de los Estados Unidos de 2021, subrayando las líneas comunes de una ultraderecha internacional nacionalconservadora y populista que tiene como pautas de actuación la negación de los resultados electorales y el recurso a la violencia para desafiar regímenes políticos democráticamente asentados.

### Planificación
Los informes sobre la planificación del ataque ya circulaban en la primera semana de 2023, con audios filtrados de varios grupos de WhatsApp y Telegram. El material obtenido expuso la intención de la organización de los hechos de provocar acciones violentas por parte de la multitud, eludiendo la actuación policial. Varios grupos y comunidades de todo el país organizaron servicios de transporte en autobús a Brasilia para participar en las manifestaciones.
Miembros del gobierno federal encabezado por el presidente Luiz Inácio Lula da Silva conocían los planes de los alborotadores, pero el gobernador del Distrito Federal, Ibaneis Rocha, les aseguró que la situación estaba bajo control. Sin embargo, Rocha cambió los planes para la presencia de seguridad acordada el 7 de enero de 2023, como resultado de lo cual solo había un pequeño contingente de seguridad presente cuando comenzó la invasión. Funcionarios anónimos del gobierno le dijeron a The Washington Post que el costo de los autobuses que transportaban a los partidarios de Bolsonaro a Brasilia fue cubierto por donantes de diez estados, incluyendo empresarios del sector agroindustrial.

## Eventos

### Manifestación a la Plaza y enfrentamientos iniciales
En la mañana del 7 de enero, más de 100 autobuses de todas partes de Brasil llegaron a Brasilia trayendo simpatizantes de Bolsonaro. Se unieron a las 200 personas que ya estaban acampadas frente al Cuartel General del Ejército, elevando el número total a más de 4000 personas.
Alrededor de las 13:00 BRT, los manifestantes marcharon desde el Cuartel General del Ejército. Durante la marcha, algunas personas fueron detenidas frente al edificio del Ministerio de Defensa y el Estadio Nacional, y la policía informó que algunos manifestantes estaban armados; Un automóvil que pasaba por la marcha fue dañado por los manifestantes, y el conductor fue atacado con palos; Un testigo dijo que escuchó a un manifestante gritar: "¡Vamos a romper todo!". Un manifestante detenido por la policía durante la marcha dijo que la turba tenía la intención de invadir el edificio del Congreso.
En la tarde del 8 de enero, los manifestantes marcharon desde el Cuartel General del Ejército, donde algunos de ellos habían estado acampados durante semanas en el curso de las protestas, exigiendo un golpe de Estado de los militares. El gobierno de Lula intentó desalojar estos campamentos, cuando no fue posible ordenó reforzar la seguridad. El ministro de Justicia también reiteró esa semana que los campamentos serían desmantelados. Los manifestantes rompieron las barreras policiales y armados con palos se enfrentaron a la policía, que les disparó gases lacrimógenos. Los manifestantes intentaron entrar en el Palácio do Planalto, sede del poder ejecutivo y del Supremo Tribunal Federal.
En el momento de los disturbios, tanto Lula da Silva como Bolsonaro no estaban en Brasilia; Lula estaba en Araraquara, São Paulo, mientras que Bolsonaro estaba en Orlando, Florida, Estados Unidos.

### Ataque al edificio del Congreso

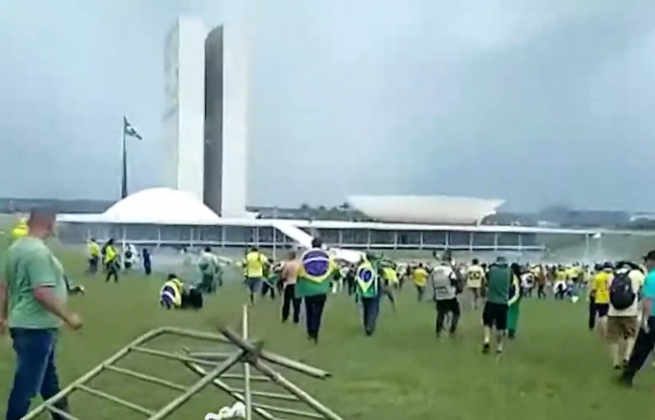
Momento en el que los manifestantes rompen las barreras policiales e invaden la Plaza de los Tres Poderes

Alrededor de las 15:10 BRT, la turba comenzó a atacar el edificio del Congreso Nacional, donde nuevamente se enfrentaron con la policía; A las 15:30 BRT, la policía comenzó a disparar gases lacrimógenos contra los manifestantes como un esfuerzo por proteger los edificios. El senador Veneziano Vital do Rêgo confirmó a CNN Brasil que los manifestantes habían logrado invadir el edificio del Congreso; según él, llegaron al piso superior, donde se encuentran las cúpulas del Senado Federal y de la Cámara de Diputados, así como el Salón Verde de la Cámara de Diputados. Los manifestantes intentaron extender una pancarta verde y amarilla sobre el edificio. Algunos manifestantes también fueron vistos con la bandera del Imperio de Brasil. Muchos alborotadores rezaban y lloraban durante el ataque, mientras que algunos recogían piedras del suelo, a veces con picos, para arrojarlas a la policía.

### Invasión del STF y del Palácio do Planalto

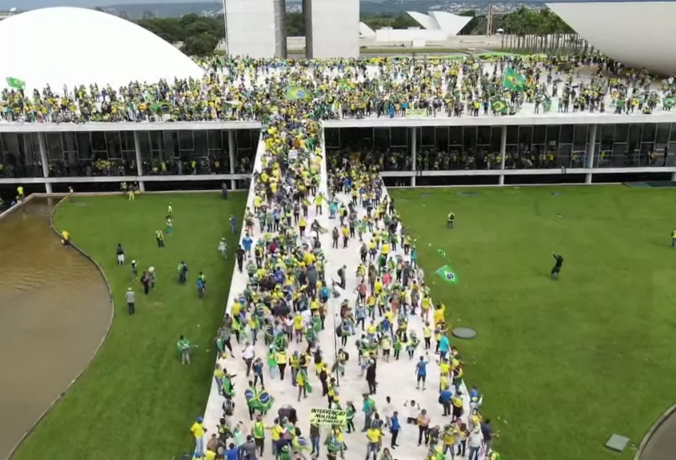
Manifestantes dentro del Congreso Nacional de Brasil.

Más tarde, la turba subió por la rampa del edificio del Congreso y llegó al edificio del Supremo Tribunal Federal y al Palacio del Planalto, sede del poder ejecutivo, creando una situación de caos y destrucción generalizada. Los videos mostraban a los alborotadores destrozando y saqueando varias partes de los edificios, así como atacando a la policía, y algunos coreaban "¡Rompe todo!", "¡Tienes que romper todo!". Entre las 15:50 y las 16:00, después de varios enfrentamientos, los manifestantes lograron entrar en ambos edificios, donde se produjeron más actos vandálicos (incluida la destrucción de obras de arte) y enfrentamientos. En el edificio del Supremo Tribunal Federal, la policía arrestó a 8 alborotadores que intentaron ingresar a las oficinas dentro del edificio, y los manifestantes extendieron una bandera brasileña en las ventanas del edificio en un intento de protegerse contra las balas de goma y las granadas aturdidoras utilizadas por la policía. Dentro del palacio presidencial, la turba se enfrentó una vez más con la policía, los alborotadores destrozaron y saquearon el edificio durante los combates, y varias habitaciones resultaron gravemente dañadas, y algunos de los invasores pudieron entrar en áreas restringidas del edificio. Un grupo de manifestantes intentó ingresar a la oficina del presidente Lula, pero no pudieron ingresar y la seguridad se lo impidió, aunque los videos publicados más tarde por CNN Brasil muestran a miembros de la Oficina de Seguridad Institucional siendo indulgentes con los invasores, y se ve a algunos guiándolos fuera del edificio, y un funcionario incluso estaba distribuyendo agua a los alborotadores; entre los acusados de clemencia estaba el entonces secretario Marco Edson Gonçalves Dias, a quien se puede ver en los videos hablando tranquilamente con los manifestantes y guiándolos fuera de las áreas. o Las detenciones fueron realizadas por las fuerzas de seguridad de la Oficina. Más tarde, Dias renunció a su cargo después de las críticas en relación con la supuesta indulgencia.
A las 16:25 horas, soldados de la Fuerza Nacional de Seguridad Pública llegaron a la explanada de los ministerios y comenzaron a apoyar a las fuerzas policiales presentes en la región; Según los informes, un vehículo de la Fuerza Nacional fue incendiado y empujado hacia el espejo de agua del monumento durante los enfrentamientos. Soldados del Ejército Brasileño también respondieron, y se utilizaron dos helicópteros en un intento de dispersar a la multitud. A las 16:25 BRT, Augusto Aras, Fiscal General de Brasil, solicitó al Fiscal General del Distrito Federal que abriera una investigación penal. Alrededor de las 17:00 BRT, las fuerzas de seguridad habían recuperado el control del edificio de la Corte Suprema, aunque algunos alborotadores permanecían acampados en su estacionamiento. A las 17:08 horas, el gobernador del Distrito Federal, Ibaneis Rocha, aseguró que estaba "tomando todas las medidas para contener el motín antidemocrático en la Explanada de los Ministerios"; además, destituyó al secretario de Seguridad del Distrito Federal, Anderson Torres.
A las 18:00 BRT (UTC−03:00), el presidente brasileño Luiz Inácio «Lula» da Silva anunció que había firmado un decreto autorizando una intervención federal en Brasilia, que continuará hasta el 31 de enero de 2023. Lula aplicó el artículo 34, inciso III de la Constitución Federal, que faculta al gobierno para poner fin a graves alteraciones del orden público.Ricardo García Cappelli, secretario ejecutivo del Ministerio de Justicia y Seguridad Pública, fue designado como interventor, relevando al gobernador del Distrito Federal, Ibaneis Rocha, de la facultad de velar por la seguridad en el distrito.

### Fin de los disturbios
A las 19:00 BRT, más de 150 personas habían sido arrestadas por las fuerzas de seguridad, al menos 30 de ellas en delitos flagrantes en el Senado Federal. El ministro de Justicia, Flávio Dino, anunció posteriormente en conferencia de prensa que aproximadamente 200 personas fueron detenidas en flagrancia y que aún se siguen realizando nuevas detenciones; según Dino, varios autobuses que se dirigían a Brasilia, así como a sus financiadores, habían sido investigados e identificados. El gobernador Ibaneis Rocha, en una publicación en una red social, afirmó que más de 400 personas habían sido detenidas.
Varias horas después de iniciado el ataque, la Policía Militar del Distrito Federal anunció que había iniciado el desalojo de las edificaciones. Las fuerzas de seguridad lograron retomar el Congreso Nacional por la tarde tras lanzar un operativo de seguridad en el que utilizaron gases lacrimógenos y porras. A las 17:00 BRT, las fuerzas de seguridad habían recuperado el control del edificio de la Corte Suprema, aunque algunos alborotadores permanecieron acampados en su estacionamiento. El ejército brasileño llegó en camiones militares a última hora de la tarde y tendió una emboscada a los intrusos en el palacio presidencial por la puerta trasera. Los alborotadores abandonaron el edificio a las 18:30 BRT, y algunos fueron escoltados por la policía. El ministro de Justicia Flávio Dino anunció a las 21:00 BRT que los tres edificios habían sido despejados.

## Daños

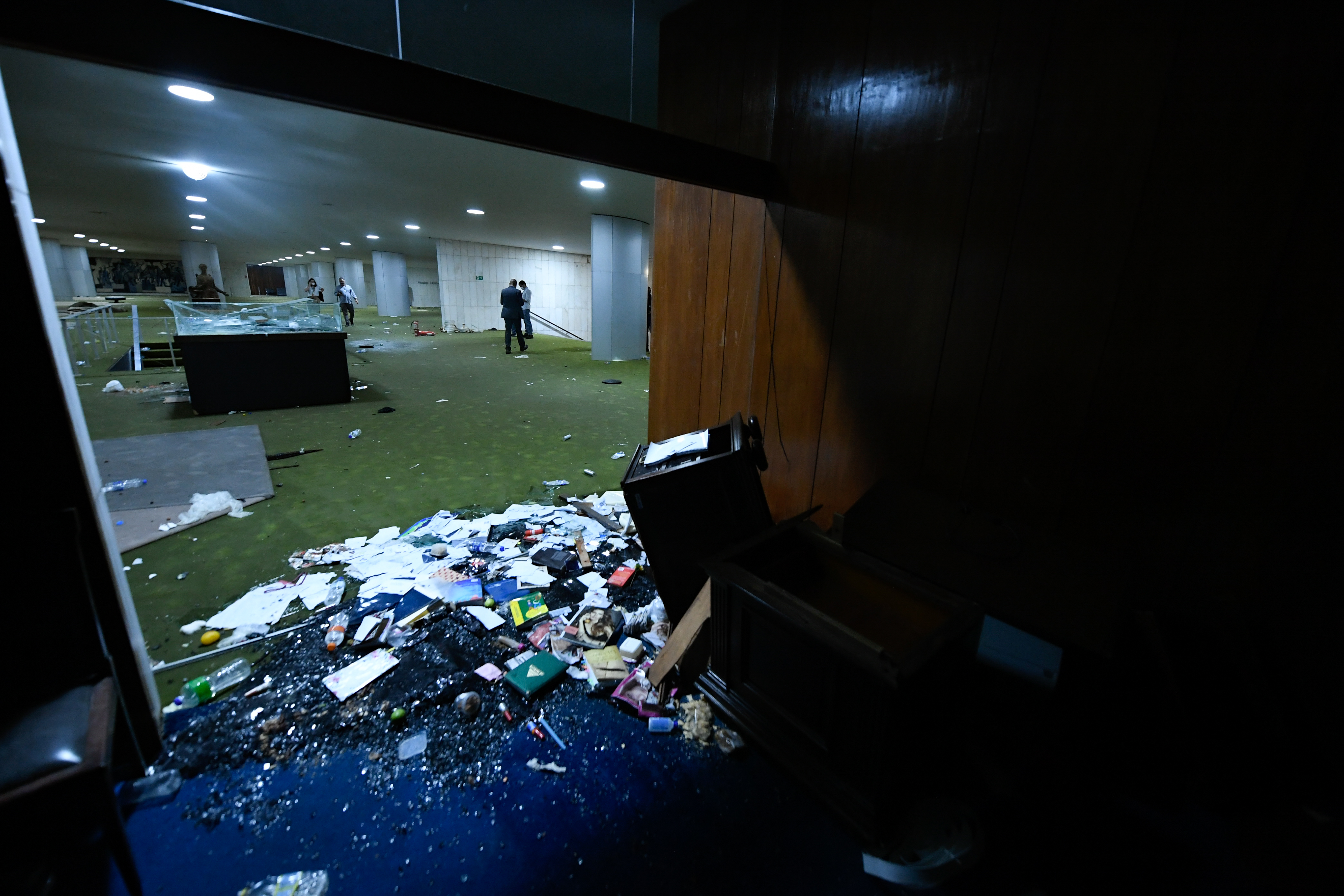
Daños en el interior del Congreso Nacional.

Durante el ataque, el vandalismo fue generalizado. Varios espacios importantes en los tres edificios asaltados fueron ampliamente destrozados y saqueados, incluido el Salón Noble y el Pleno de la Corte Suprema Federal, los Salones Verde, Azul y Negro y el vestíbulo del Congreso, y el Salón Noble y la Sala de la oficina de la primera dama en el Palacio de Planalto. Muchos otros espacios, como pasillos, ventanas, habitaciones y oficinas, también fueron objeto de vandalismo, dañando una gran cantidad de muebles, equipos y otros objetos. Varios espacios resultaron completamente destruidos. Según un funcionario, los invasores destruyeron hidrantes de incendio, en un intento de impedir el combate a los incendios que existían en varios puntos de la invasión. Las oficinas del Partido de los Trabajadores y del Partido de la Social Democracia Brasileña en el edificio del Congreso también fueron invadidas y destrozadas por la turba. Los alborotadores orinaron y defecaron en las áreas de prensa del edificio del Congreso.
Diversas obras de arte como pinturas, sillas, mesas, etc., fueron dañadas o robadas durante el ataque, incluyendo piezas famosas como el escudo de armas de la República y una copia original de la Constitución de 1988. Armas, municiones y documentos del Gabinete de Seguridad Institucional también fueron robados por los manifestantes. En entrevista con CNN Brasil, el senador Randolfe Rodrigues dijo que encontraron cinco granadas abandonadas durante las invasiones, tres de las cuales quedaron en el Supremo Tribunal Federal y dos en el Congreso Nacional.

### Obras y objetos robados o dañados
En la invasión, además de muebles y objetos de la sede de los poderes brasileños, fueron dañadas obras de arte, entre ellas el cuadro As Mulatas, de Di Cavalcanti y un vitral de Marianne Peretti en el Congreso Nacional. Entre las obras y objetos sustraídos o dañados se encuentran:
- A Justiça, escultura de Alfredo Ceschiatti, creada en 1961;[77]
- Colección del Gran Salón del Supremo Tribunal Federal;[78]
- Araguaia, vitral de Marianne Peretti realizado en 1977, que se encuentra en la sala verde de la Cámara de Diputados;[77]
- Armas, municiones y documentos de la Oficina de Seguridad Institucional, que se encontraban en el Palacio del Planalto;[79][80]
- As Mulatas, panel pintado en 1962 por Di Cavalcanti;[77]
- Bailarina, escultura de Victor Brecheret;[81]
- Escudo de armas de la República, que estaba ubicado en el pleno del STF;[82]
- La silla de la presidenta Rosa Weber, obra del diseñador Jorge Zalszupin;[77]
- Crucifijo del Supremo Tribunal Federal;[77]
- Equipos electrónicos, incluidos televisores, computadoras e impresoras;[82]
- Galería de fotos de los Presidentes de la República, en el Palacio del Planalto;[83]
- Mesas, puertas y sillas varias, incluida la puerta del armario de togas del STF;[82]
- Reloj regalado a Juan VI en el siglo XIX, que estaba expuesto en el Palacio del Planalto;[84]
- Réplica del original de la Constitución Federal de 1988;[85]
- Jarrones chinos;[86]
- Ventanas de los edificios de la Plaza de los Tres Poderes, catalogados en 2007 por el Instituto do Patrimonio Histórico e Artístico Nacional (IPHAN).[77]

Según un funcionario, los invasores destruyeron bocas de incendio en un intento de impedir el combate a las llamas que existían en varios puntos de la invasión.

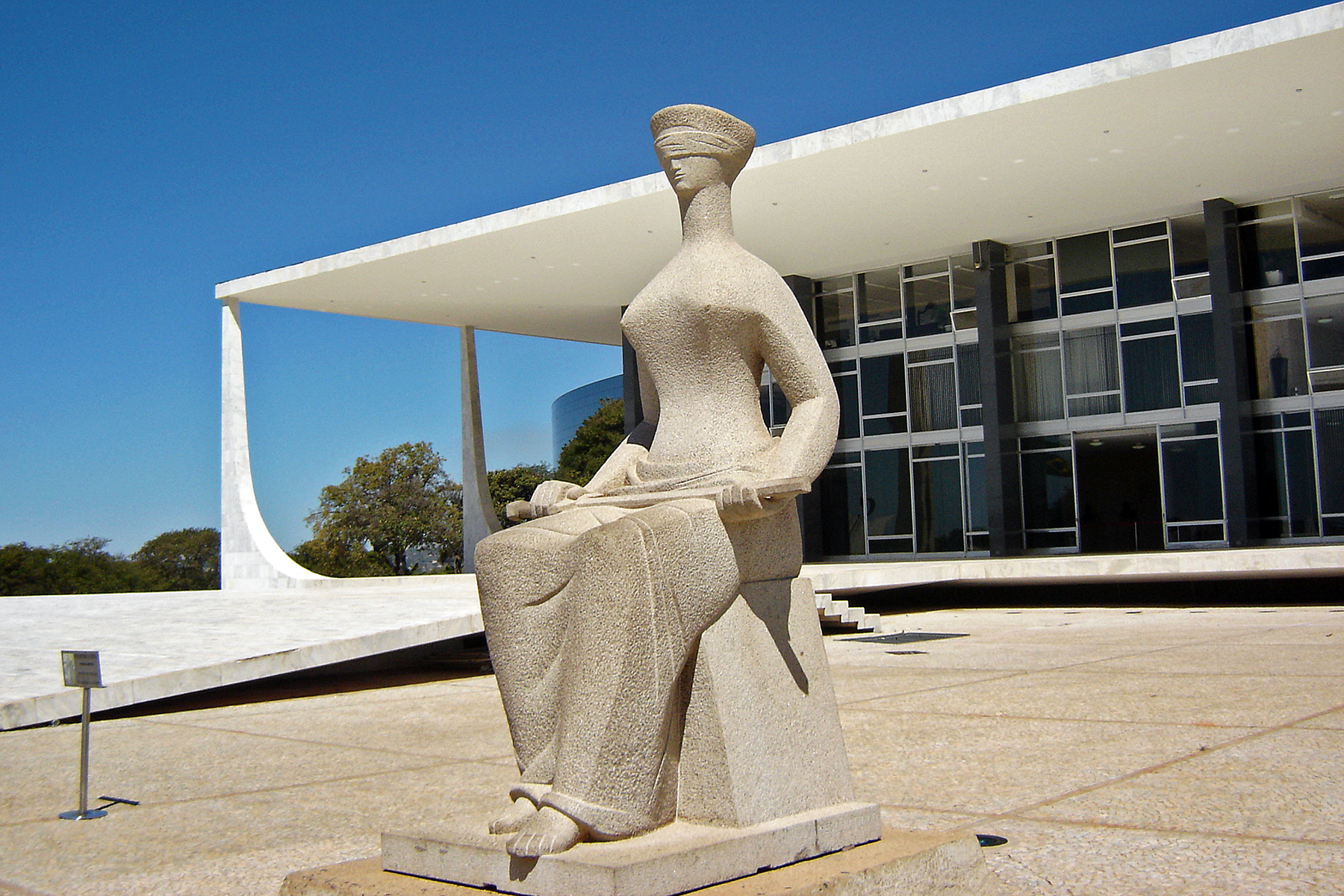
A Justiça, obra de Alfredo Ceschiatti que fue vandalizada durante la invasión.
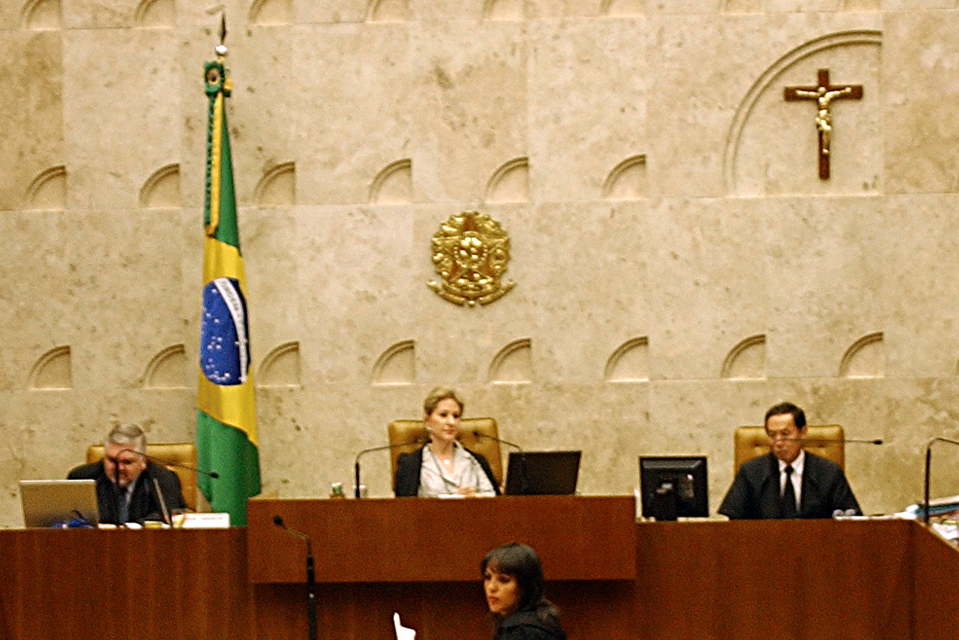
Escudo y crucifijo del STF que fueron saqueados.
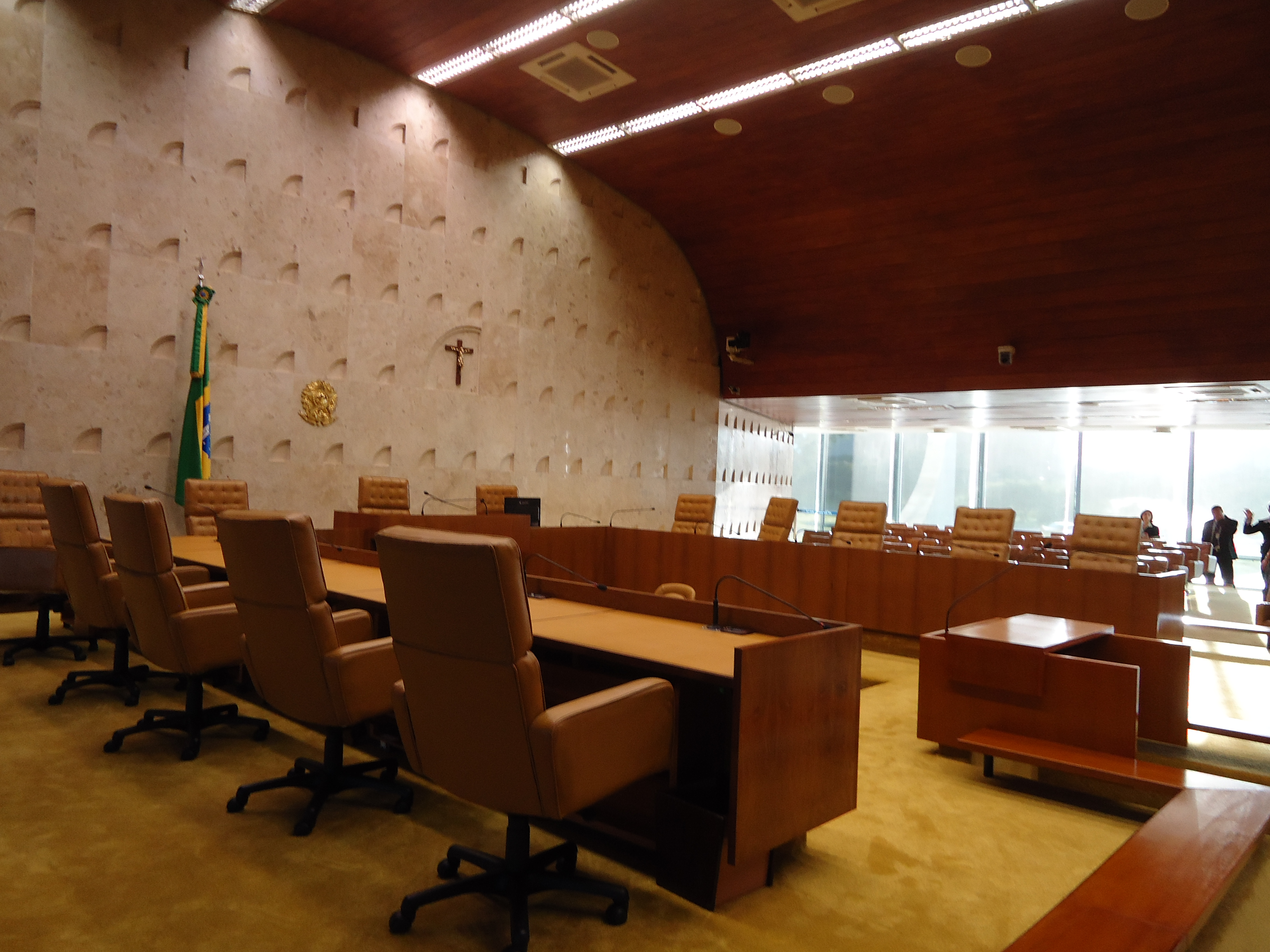
Asientos diseñados por Jorge Zalszupin que fueron arrancados del plenario del STF.
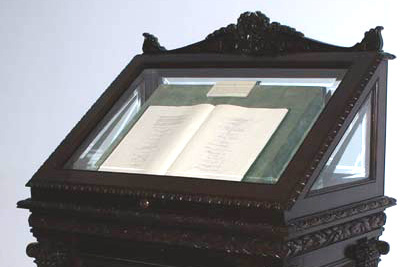
Ejemplar original de la Constitución Federal de 1988, entonces en exhibición en el STF.

## Respuesta
En una rueda de prensa desde Araraquara, el presidente Lula da Silva decretó la intervención federal en el Distrito Federal hasta el 21 de enero de 2023.
Tras el desalojo de los edificios públicos la Policía Civil reportó la detención de unas 300 personas, aunque el ministro de Justicia situó la cifra en algo más de 200. A lo largo del 9 de enero desalojaron los campamentos donde estaban instalados los partidarios de Bolsonaro arrestando a unas 1200 personas más.
Ese mismo 9 de enero, los titulares de los tres poderes del Estado brasileño —el propio presidente Lula, la presidenta de la Corte Suprema Rosa Weber y los presidentes del Congreso— firmaban una carta conjunta en la que condenaban los hechos, calificándolos de actos terroristas, y apelaban a «mantener la serenidad, en defensa de la paz y la democracia». El juez y ministro del Supremo Tribunal Federal Alexandre de Moraes, que decretó la suspensión del gobernador del Distrito Federal de Brasilia y el desalojo de grupos de bolsonaristas de todos los espacios públicos del país (incluidas las autovías), también calificó en su orden judicial a dichos asentamientos de «campamentos de terroristas».Consejo Nacional de Justicia (CNJ) informó que 1.418 personas habían sido detenidas por los ataques y enviadas al Complejo Penitenciario de Papuda y al penal de mujeres de Colmeia.

## Reacciones

### Internacional
- Argentina: el presidente Alberto Fernández condenó y repudió la violencia y mostró su apoyo a Lula.[91]
- Australia: el primer ministro, Anthony Albanese, condenó «los violentos ataques contra las instituciones democráticas» en Brasil.[92]
- Bolivia: el presidente Luis Arce condenó energéticamente el asalto al congreso y mandó solidaridad al pueblo brasileño.[93]
- El expresidente Evo Morales condenó las «las acciones golpistas de bolsonaristas que asaltaron el congreso y otras instituciones democráticas de Brasil» y mostro su apoyo abierto a Lula.[94]
- Canadá: el primer ministro Justin Trudeau condenó los actos de violencia perpetrados y mostro su apoyo a Lula.[95]
- Chile: el presidente Gabriel Boric condenó el ataque y mostró su respaldo al gobierno brasileño.[96]
- China: el portavoz del Ministerio de Relaciones Exteriores, Wang Wenbin, dijo que «China apoya las medidas tomadas por el gobierno brasileño para restaurar el orden y la estabilidad. Creemos que bajo el liderazgo del presidente Lula, Brasil mantendrá la estabilidad nacional y la armonía social».[97]
- Ciudad del Vaticano: el papa Francisco lamentó, en su encuentro anual con diplomáticos, «las tensiones» y «violencias» que se viven en varios países de América Latina, destacando los casos de Brasil y Perú.[98]
- Cuba: el presidente Miguel Díaz-Canel expresó su apoyo a Lula y la condena al ataque.[99]
- Colombia: el presidente de Colombia, Gustavo Petro, pidió una reunión de carácter urgente de la Organización de los Estados Americanos, para lidiar con lo que se refirió como un «Golpe de Estado del fascismo».[100]
- Costa Rica: el presidente Rodrigo Chaves mostró su respaldo al gobierno brasileño y condenó las acciones.[101]
- Ecuador: el presidente Guillermo Lasso condenó «las acciones de irrespeto y vandalismo perpetradas a las instituciones democráticas en Brasilia» y manifestó su apoyo al presidente Lula da Silva.[102]
- España: el presidente del gobierno Pedro Sánchez y la vicepresidenta segunda Yolanda Díaz mostraron su apoyo al gobierno de Lula y pidieron el restablecimiento de la normalidad democrática.[103]
  - Alberto Núñez Feijóo, líder de la oposición, expresó su apoyo «al pueblo brasileño» y pidió restablecer el orden democrático.[104]
- Estados Unidos: el presidente Joe Biden condenó "el asalto a la democracia y al traspaso pacífico del poder en Brasil", afirmando que lo ocurrido en el país es "indignante" y mostro su apoyo al gobierno de Lula,[105] mientras que la embajada de Estados Unidos en Brasil se refirió a las protestas como «antidemocráticas» y advirtió a los ciudadanos que evitaran el área de los disturbios.[106]
- Francia:[107] el presidente Emmanuel Macron pidió respetar el mandato democrático y mostró su apoyo al presidente Lula.
  - Jean-Luc Mélenchon, líder de izquierda acusó a «la ultraderecha» brasileña de «intentar un golpe de Estado al estilo Trump contra el nuevo presidente de izquierdas Lula».
  - Olivier Faure, líder del Partido Socialista francés, expresó su apoyo a Lula.
- India: el primero ministro Narendra Modi expreso "Profundamente preocupado por las noticias de disturbios y vandalismo contra las instituciones del Estado en Brasilia. Las tradiciones democráticas deben ser respetadas por todos. Brindamos todo nuestro apoyo a las autoridades brasileñas".[108]
- Italia: el vice primer ministro italiano y ministro de Asuntos Exteriores Antonio Tajani expreso su preocupación ante los hechos ocurridos.[109]
- México: el Secretario de Relaciones Exteriores de México, Marcelo Ebrard condenó los disturbios.[110]
- Nicaragua: el presidente Daniel Ortega condenó la violencia y expreso "el fascismo se está reinstalando en el mundo".[111]
- Paraguay: el presidente Mario Abdo Benítez expresó su preocupación ante los hechos ocurridos y condenó las acciones expresando «El camino siempre debe ser el respeto a las instituciones, a la democracia, a la libertad y la no violencia.»[112]
- Panamá: el presidente, Laurentino Cortizo, condenó los hechos.[113]
- Perú: la Cancillería peruana condenó el asalto y mostró su apoyo al gobierno y la democracia brasileñas.[114]
- Portugal: el gobierno de Portugal condenó la violencia y declaró su apoyo a las autoridades brasileñas para restaurar el orden y la estabilidad.[115]
- Rusia: el portavoz de la Presidencia, Dmitri Peskov, afirmó ante los medios que «Moscú apoya las medidas tomadas por Lula para restaurar el orden y el Estado de Derecho en Brasil».[116]
- Turquía: el Ministerio de Asuntos Exteriores turco expreso su solidaridad con el presidente Lula ante el ataque al congreso.[117]
- Uruguay: el presidente Luis Lacalle condenó los episodios de violencia y expresó que «atentaban con la democracia».[118]
- Venezuela: el presidente Nicolás Maduro condenó el ataque y tildó de «grupos neofascistas de Bolsonaro» a los manifestantes.[119]

### Organizaciones internacionales
- OEA: el secretario general Luis Almagro condenó el ataque y los calificó de «naturaleza fascista».[120]
- ONU: en una nota de prensa, la delegación de la ONU en Brasil remarcó que «condena enérgicamente cualquier ataque de esta naturaleza, que representa una seria amenaza para las instituciones democráticas» y pidió a las autoridades que «den prioridad al restablecimiento del orden y que defiendan la democracia y el Estado de Derecho».[121]
- Unión Europea: el representante de asuntos exteriores Josep Borell condenó los ataques a las instituciones.[120]